# Кнутцен, Мартин
Мартин Кнутцен (нем. Martin Knutzen; 1713—1751) — немецкий философ, вольфианец, профессор логики и метафизики в Кёнигсберге, учитель Иммануила Канта.
Главные сочинения: «Systema causarum efficientium» (1745) и «Elementa philosophiae rationalis methodo mathematica demonstrata» (1747).